# Mars 1858

## Événements
- Début de l'exploration du fleuve Zambèze par David Livingstone (fin en 1864).
- Répression de la révolte contre la présence britannique en Inde. Les Britanniques reprennent la situation en main sous la direction de lord Canning, grâce à l’arrivée de renforts importants. Lucknow est reprise aux insurgés. La rani (féminin de rajah) de Jhansi Lakshmî Bâî prend la direction de la rébellion. Les Britanniques s’emparent de son territoire mais elle réussit à se réfugier dans une forteresse à Gwalior, où elle meurt les armes à la main en juin.
- 13 mars : Felice Orsini, 39 ans, et Pieri sont guillotinés à Paris au terme de leur procès après que Napoléon III, poussé par son gouvernement, ait refusé leur grâce.
- 15 mars : le chef Séminole Jambes Arquées (Billy Bowlegs) se rend, mettant ainsi fin à la Troisième Guerre séminole (8 mai).
- 17 mars : la fraternité républicaine irlandaise, les Fenians, demandant la création d’une république indépendante et démocratique, est fondée à Dublin pour renverser le pouvoir britannique.
- 19 mars : reprise de la guerre entre les Boers de l’État libre d'Orange et les Sothos (1858, 1865-1868).
- 31 mars : José María Linares, au pouvoir en Bolivie depuis 1857, se proclame dictateur. Il entreprend de réformer l’administration et tente d’introduire la discipline dans les armées pour en finir avec la tradition des pronunciamientos. Trahi par ses ministres, il échouera.

## Naissances
- 1er mars : Georg Simmel, philosophe et sociologue allemand († 1918).
- 13 mars : Edwin Mackinnon Liébert, peintre anglo-allemand († 5 septembre 1908).
- 15 mars : Liberty Hyde Bailey, botaniste américain († 1954)
- 21 mars : Adrien Dollfus, zoologiste français († 19 novembre 1921).

## Décès
- 4 mars: Matthew Perry, commodore de l'US Navy.
- 13 mars : Felice Orsini (39 ans), patriote italien guillotiné à Paris pour l'attentat contre Napoléon III.